# Андрейцево (Владимирська область)
Андрейцево (рос. Андрейцево) — присілок у Камєшковському районі Владимирської області Російської Федерації.
Входить до складу муніципального утворення Пенкінське сільське поселення. Населення становить 2 особи (2010).

## Історія
Присілок розташований на землях фіно-угорського народу мещери.
Від 1940 року належить до Камєшковського району. Спочатку у складі Івановської області, а від 1944 року — Владимирської області.
Згідно із законом від 11 травня 2005 року входить до складу муніципального утворення Пенкінське сільське поселення.

## Населення
| 1859 | 1905 | 1926 | 2002 | 2010 |
| ---- | ---- | ---- | ---- | ---- |
| 268  | ↗338 | ↗482 | ↘11  | ↘2   |